# ベラ・アニシモワ
ベラ・アニシモワ（ロシア語: Вера Анисимова、1952年5月25日- ）は、ソビエト連邦の陸上競技選手。1980年モスクワオリンピックの銀メダリストである。

## 経歴
アニシモワは、100mを中心に活躍した選手である。1976年モントリオールオリンピックでは、タチアナ・プロロチェンコ、リュドミラ・マスラコワ、ナデジダ・ベスファミリナヤとともにソ連代表として女子4×100mリレーに出場し、東ドイツ、西ドイツに次いで銅メダルを獲得。
さらに、4年後のモスクワオリンピックでも、ベラ・コミソワ、ナタリア・ボチナそして前回もメンバーであったマスラコワとともに4×100mリレーに出場し、東ドイツに次いで銀メダルを獲得した。

## 主な実績
| 年   | 大会                 | 場所                     | 種目         | 結果 | 記録   |
| ---- | -------------------- | ------------------------ | ------------ | ---- | ------ |
| 1976 | オリンピック         | モントリオール(カナダ)   | 4×100mリレー | 3位  | 43秒09 |
| 1978 | ヨーロッパ陸上選手権 | プラハ(チェコスロバキア) | 4×100mリレー | 1位  | 42秒54 |
| 1980 | オリンピック         | モスクワ(ソビエト連邦)   | 4×100mリレー | 2位  | 42秒10 |